# Centrale de Cumberland
La centrale de Cumberland est une centrale thermique alimentée au charbon située dans l'État du Tennessee aux États-Unis.